# くず哲也の日曜はダメよ
「NEVER ON SUNDAY くず哲也の日曜はダメよ」（ネヴァーオンサンデー くずてつやのにちようはだめよ）は、ニッポン放送で、1975年4月13日から1985年4月28日まで、日曜日午前の時間帯で放送されていたラジオバラエティ番組。番組の通称は「日ダメ」。

## 概要
いわゆる“蓋をする前の臭いもの”のような話や人に言えない話、ダメな話、ダメ人間を集めた番組と言うのが当番組の企画意図で、当時としては“冒険”だったという。はがきやカセットテープで失敗談などの話、エピソードを募集していた。はがきは毎週約800通、カセットテープも約60本送られて来たという。またCM明けにはジングルのような形態として、リスナー作の「ドジ俳句」が紹介されていた。
『主婦の友』『きのこカルテット』と名付けられた、笑い屋の女性グループも存在した。
常に民放ラジオ番組の中でベスト5に入る高聴取率を記録し、最初1年間の予定だったが10年に亘る長期の番組となった。この番組の成功で、同様の企画が他番組で増えていったという。
コカ・コーラボトラーズの一社提供。

## 放送時間
- 毎週日曜日10:30 - 11:00（JST）

## パーソナリティ
- くず哲也
- アシスタント：相本久美子

## 番組音楽
- テーマ曲はタイトルに因んで、洋画『日曜はダメよ』テーマの器楽曲を使用[2]。
- またコーナー開始の音楽及び「皆さん! ダメで元々! ダメで元々じゃないっスか! ど～んと行きましょう‼」の台詞は、水前寺清子の楽曲『だめでもともと』（作詞：星野哲郎 / 作曲：米山正夫 / 編曲：小杉仁三）より流用[2]。

## スタッフ
- プロデューサー：上野修
- ディレクター：杉沢一（通称「田吾作」）
- 構成作家：黒木
- 記録係：藤田恭子
- その他：三浦たくみ、さとうあき子、ぬいぐるみ清（せい）、なぜか平川（RCAレコード宣伝部）　他

## ネット局
いずれも製作局・ニッポン放送と同じく、毎週日曜日の午前の時間帯で放送されていた。
- 北海道放送 - 日曜日10:30〜11:00（1977年4月3日で放送打ち切り[7]）
- 青森放送 - 日曜日11:00〜11:30
- 秋田放送 - 日曜日11:00〜11:30
- 岩手放送 - 日曜日11:00〜11:30
- 東北放送 - 日曜日11:00〜11:30
- 山形放送 - 日曜日11:30〜12:00
- ラジオ福島 - 日曜日11:30〜12:00
- 新潟放送 - 日曜日11:00〜11:30
- 北日本放送 - 日曜日10:30〜11:00
- 北陸放送 - 日曜日11:00〜11:30
- 福井放送 - 日曜日9:30〜10:00
- 和歌山放送 - 日曜日9:30〜10:00
- 高知放送 - 日曜日11:00〜11:30
- 四国放送 - 日曜日11:30〜12:00
- 南海放送 - 日曜日9:00〜9:30
- 大分放送 - 日曜日11:00〜11:30
- 宮崎放送 - 日曜日9:00〜11:30

（出典：、）

## 書籍
- くず哲也の日曜はダメよ ダメでもともと笑殺ドジ爆弾（1981年6月10日初版　ニッポン放送編、サンケイ出版刊）
「時代が僕（ドジ）を生んだ「ドジはナニ色?」「ガックリハイスクール」「男VS女」「ドジドジYES・NOテスト」「いたずら天使」「夫婦生活(秘)物語」「生きていてもいいですか?」「ドジ度診断テスト」「ドジ百連発」「Q&J」「総天然色大型立体ドジ」の各章で構成。
有名人のドジ話（南こうせつ、松田聖子、田原俊彦、榊原郁恵、中島みゆき、河合奈保子、野口五郎、紳助・竜介、世良公則、渡辺真知子、赤塚不二夫、せんだみつお、シャネルズ、桃井かおり、武田鉄矢、三原順子、桑田佳祐、タモリ、小林幸子、和田アキ子）も掲載されている。